# فرانك إيليس
فرانك إيليس (بالإنجليزية: Frank Ellis)‏ هو ممثل أمريكي، ولد في 26 فبراير 1897 في الولايات المتحدة، وتوفي في 23 فبراير 1969 بلوس أنجلوس في الولايات المتحدة.

## وصلات خارجية
- فرانك إيليس على موقع IMDb (الإنجليزية)
- فرانك إيليس على موقع أول موفي (الإنجليزية)
- فرانك إيليس على موقع قاعدة بيانات الأفلام السويدية (السويدية)
- فرانك إيليس على موقع قاعدة بيانات الفيلم (الإنجليزية)
- فرانك إيليس على موقع كينوبويسك (الروسية)